# KBS 뉴스 930 광주·전남
《KBS 뉴스 930 광주·전남》은 KBS 광주 1TV에서 매주 평일 오전 9시 45분에 방송 중인 광주 전남 지역 뉴스 프로그램이다.

## 개요
KBS 광주 뉴스 930으로 읽는다.

## 앵커
| 대수 | 진행자          | 진행 기간                          | 비고              |
| ---- | --------------- | ---------------------------------- | ----------------- |
| 1대  | 박재효 아나운서 | 일자 미상 ~ 2022년 12월 30일       |                   |
| 2대  | 김한별 아나운서 | 2023년 1월 2일 ~ 2023년 10월 31일  | [ 1 ]             |
| 3대  | 유도희 아나운서 | 2023년 11월 1일 ~ 2023년 12월 29일 |                   |
| 4대  | 전세희 아나운서 | 2024년 1월 1일 ~ 2024년 8월 16일   | [ 2 ]             |
| 5대  | 유도희 아나운서 | 2024년 8월 19일 ~ 2025년 1월 17일  | [ 3 ] [ 4 ] [ 5 ] |
| 6대  | 채윤아 아나운서 | 2025년 1월 20일 ~ 2025년 2월 21일  | [ 6 ]             |
| 7대  | 조윤지 아나운서 | 2024년 2월 24일 ~ 현재             |                   |

## 기상 캐스터
| 대수 | 진행자             | 진행 기간        | 비고 |
| ---- | ------------------ | ---------------- | ---- |
| 1대  | 남윤선 기상 캐스터 | 일자 미상 ~ 현재 |      |

## 경쟁 프로그램
- 930 MBC 뉴스 광주·전남 (광주MBC TV)